# Stanislaw Melnyk

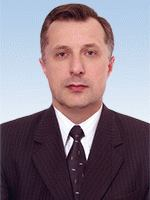
Stanislaw Melnyk

Stanislaw Anatolijowytsch Melnyk (ukrainisch Станіслав Анатолійович Мельник; * 11. Juli 1961; † 9. März 2015 in Ukrajinka, Oblast Kiew) war ein ukrainischer Politiker.

## Leben
Melnyk gehörte der Partei der Regionen an saß für diese vom 25. Mai 2006 bis zum 27. November 2014 in der Werchowna Rada.
Am 9. März 2015 wurde er erschossen in dem Badezimmer seines Zuhauses in Ukrajinka gefunden. Erste Ermittlungen gehen von einem Suizid aus. Sein Tod findet Erwähnung im Zusammenhang mit einer Reihe von Todesfällen im Jahr 2015, die vor allem Mitglieder der Partei der Regionen betrifft.